# Masquefa
Masquefa è un comune spagnolo di 7 070 abitanti situato nella comunità autonoma della Catalogna.